# Daoiz Uriarte
Pour les articles homonymes, voir Uriarte.
 (décembre 2016).
Daoiz Gerardo Uriarte Araujo (né à Montevideo, le 24 septembre 1956) est un avocat, professeur et politicien uruguayen appartenant à la Vertiente Artiguista du Frente Amplio (parti politique au pouvoir depuis 2005). Il est divorcé et père d’une fille et un fils et grand-père de deux garçons.

## Activité académique
Il a reçu le grade de docteur en droit et sciences sociales de l'université de la République en 1987. Il est spécialiste en droit du travail de la Faculté de Droit de la même université, ainsi que spécialiste en relations de travail avec l’Italie.
Il s’est diplômé comme professeur titulaire en "droits de l’homme", et il travaille comme tel à la Faculté de droit de l'Université de la République (es).
Il a publié de nombreux articles dans les domaines du droit du travail, le droit administratif et les droits de l'homme.

## Activité professionnelle
Il a été consultant à certains des plus importants syndicats publics de l'Uruguay (architecture, téléphones, enseignants, etc.), ainsi qu’à diverses organisations sociales telles que Fedefam et Amnesty International.
Il est également connu pour être l'avocat de l'ancien maire de Montevideo et ministre du Logement, l'architecte Mariano Arana.
Il a été directeur général à Juan Benzo S.A. (Agua Jane)

## Activité politique
À 18 ans et après le coup d’État de 1973, il a été détenu et emprisonné pendant plus de deux ans pour sa militance gauchiste et pour organiser des mouvements contre la dictature. Après sa libération et la restauration de la démocratie à l’Uruguay, il continue de militer jusqu’au devenir le Président de la Vertiente Artiguista, un secteur de gauche modérée.
Il a participé comme conseiller juridique et aussi comme témoin (en raison de la période où il a été enlevé par les forces armées uruguayennes) des affaires nationales et internationales de violations des droits de l'homme dans la dernière dictature uruguayenne et les connexions avec autres dictatures au pouvoir dans la région au cours de cette période (Opération Condor).

## Postes au sein du gouvernement (2000 à ce jour)
Il travaille comme Directeur national d'architecture au ministère de Transport et Travaux publics. Il a été aussi député en représentation de son parti politique et s´est déroulé comme Vice-président adjoint à OSE, entreprise publique  des affaires de l´eau et d'assainissement de l'Uruguay ainsi que Président de l'Agence nationale de logement (ANV). Il a travaillé comme Directeur intérimaire à l'institut national de colonisation, aussi que Conseiller juridique du Conseil départemental de Montevideo.